# 明州 (武德)
明州，中国唐朝在越南境内设立的州。
唐高祖武德五年（622年），以南德州越裳县设置明州，治所在越裳县（今越南河静省甘禄），下辖越裳县、万安县（今越南河静省德寿）、明弘县（今越南河静省鸿岭）、明定县（今越南河静省兼益），唐太宗貞觀十三年（639年）废除明州。越裳县改属智州。